# Kétszínű kiscserebogár
A kétszínű kiscserebogár (Omaloplia ruricola) a ganajtúrófélék családjába tartozó, Eurázsiában honos bogárfaj. 

## Megjelenése
A kétszínű kiscserebogár testhossza 5-7,5 mm. Testalkata tojásdad. Egész teste fekete, csak a szárnyfedői barnák; előfordulnak teljesen fekete példányai is. Fején, előtorán és szárnyfedőinek peremén hosszú, kiálló, sötét szőrök találhatók. Csápjai barnák, végén mindkét nem esetében kis bunkóval. Az előtor a kissé hullámos hátsó pereménél a legszélesebb, oldalsó és elülső szélei szinte félkört írnak le. Felszíne domború, közepesen erősen és sűrűn pontozott. A pajzsocska (scutellum) nagy, oldalai kissé ívesek, vége lekerekített. A szárnyfedő általában halványbarna, pereme és varrata sötétebb. Felszíne gyengén bordázott, ritkásan szőrös. Lábai hosszúak és erőteljesek; a középső és hátsó lábak lábszárának (tibia) külső oldalán két rövid, erős tüskecsoport látható; a hátsó lábszár végén hosszú sarkantyú ül. 

### Hasonló fajok
A kerti szipoly nagyobb (7-12 mm) és előtora zöldes fényű.

## Elterjedése
Eurázsiában honos, Spanyolországtól Közép-Ázsián keresztül egészen Kínáig. Bár széleskörűen elterjedt és helyenként gyakori, előfordulása szigetszerű. 

## Életmódja
Száraz, meszes talajú rétek, legelők, erdőszélek, déli fekvésű domboldalak lakója. 
A kifejlett bogarak május végétől július-augusztusig láthatók. Délelőtt és kora délután, majd ezután este és éjszaka aktívak. Különféle növények leveleivel, bimbóival, virágaival táplálkoznak, ha helyenként elszaporodnak, kisebb gazdasági károkat okozhatnak. A párzásra júniusban kerül sor. A nőstények a füvek gyökerei közé, a talajba rakják petéiket. A lárvák lágyszárú növények, füvek, cserjék gyökereit rágják. A nyár végén a lárva mélyebbre ássa magát a talajba, ahol áttelel. Tavasszal a gyökerek között bebábozódik. 

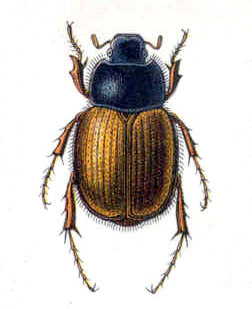
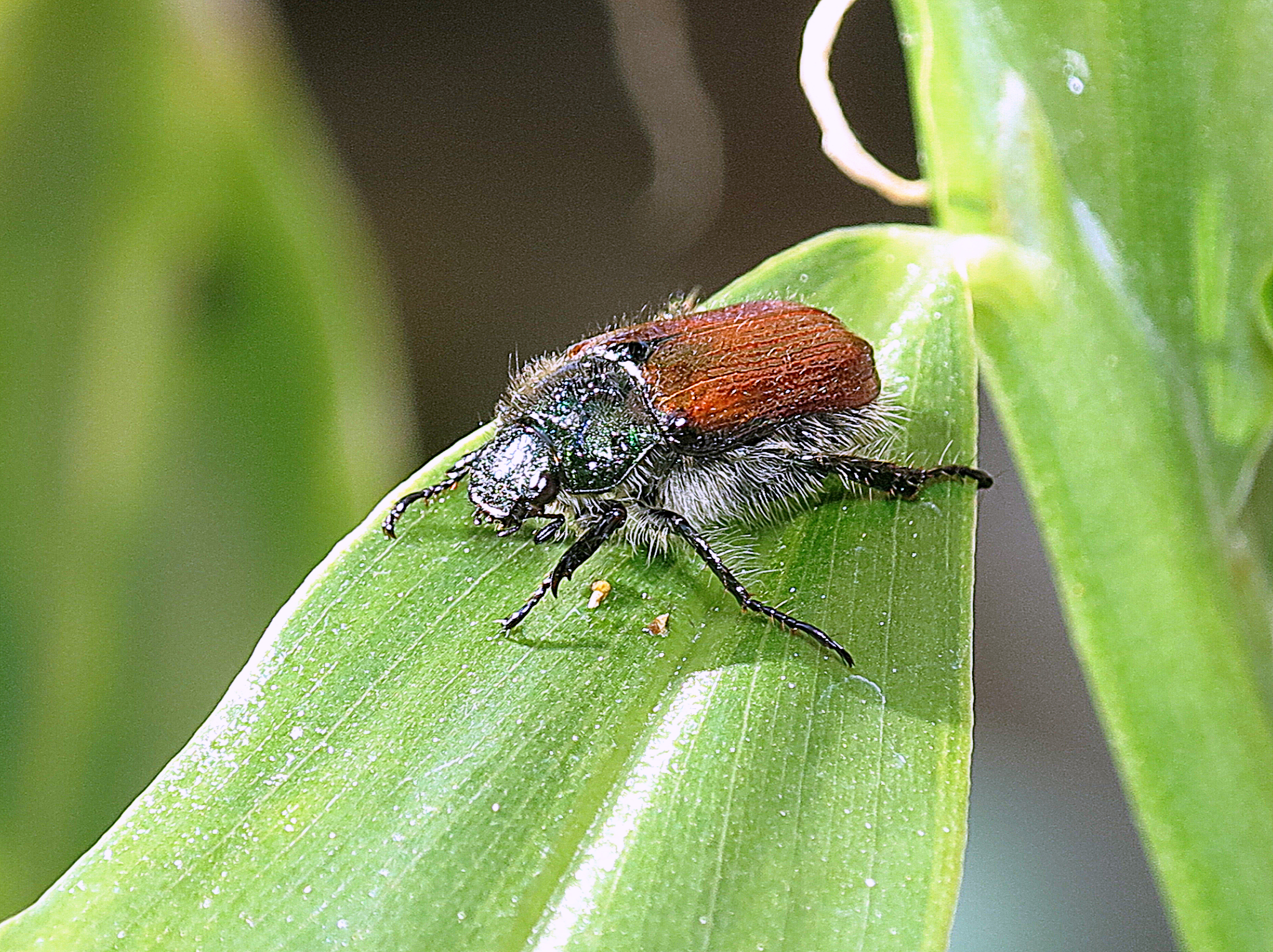

Magyarországon nem védett.